# Synagoge (Forbach)

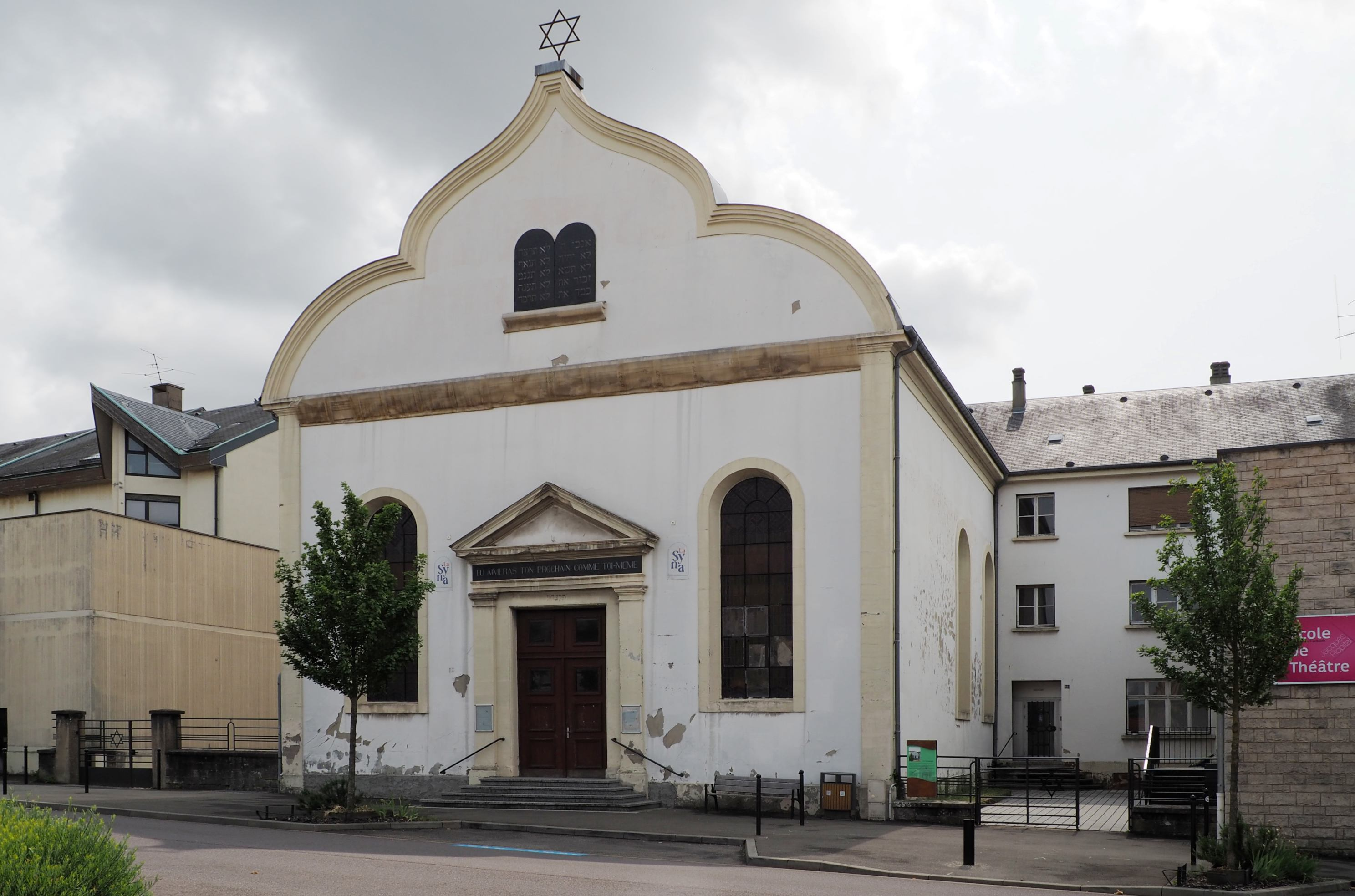
Synagoge in Forbach

Die Synagoge in Forbach, einer Stadt im französischen Département Moselle, wurde 1833/34 errichtet. Die Synagoge befindet sich in der Avenue Saint-Rémy.

## Geschichte
Im Jahr 1829 konnte die jüdische Gemeinde in Forbach ein Grundstück für den Bau einer neuen Synagoge kaufen, die in den 1830er Jahren errichtet wurde. Größere Renovierungen fanden 1862/63, 1909 und 1929 statt. 
Nach den Zerstörungen durch die Nationalsozialisten sowie Kriegsbeschädigungen im Zweiten Weltkrieg wurde die Synagoge in den 1950er Jahren wiederhergestellt.
Ende 2013 wurde die Synagoge aufgrund zu niedriger Auslastung geschlossen. Sie wurde zu einem Kulturort umgewidmet und wurde Heimat des zeitgenössischen Künstlerkollektivs Castel Coucou.

## Ausstattung
Über dem Portal ist in französischer Sprache folgende Inschrift angebracht: „Liebe Deinen Nächsten wie Dich selbst“ (Lev 19,18 ). Darunter steht die Jahreszahl „5594“ (= 1833/34). Am Giebel über dem Eingang sind die beiden Gesetzestafeln der Zehn Gebote angebracht.

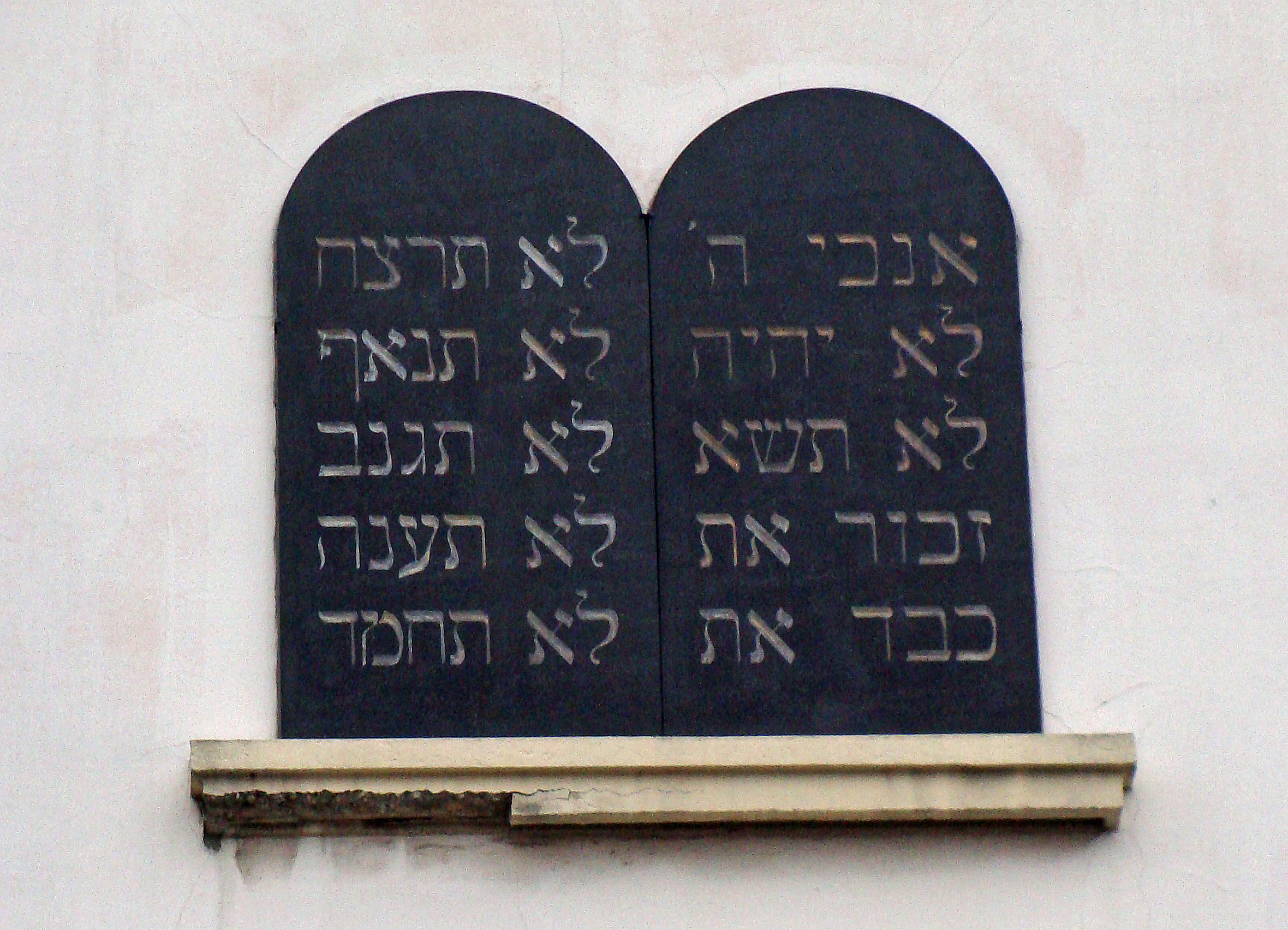
Gesetzestafeln am orientalisierenden Fassadengiebel
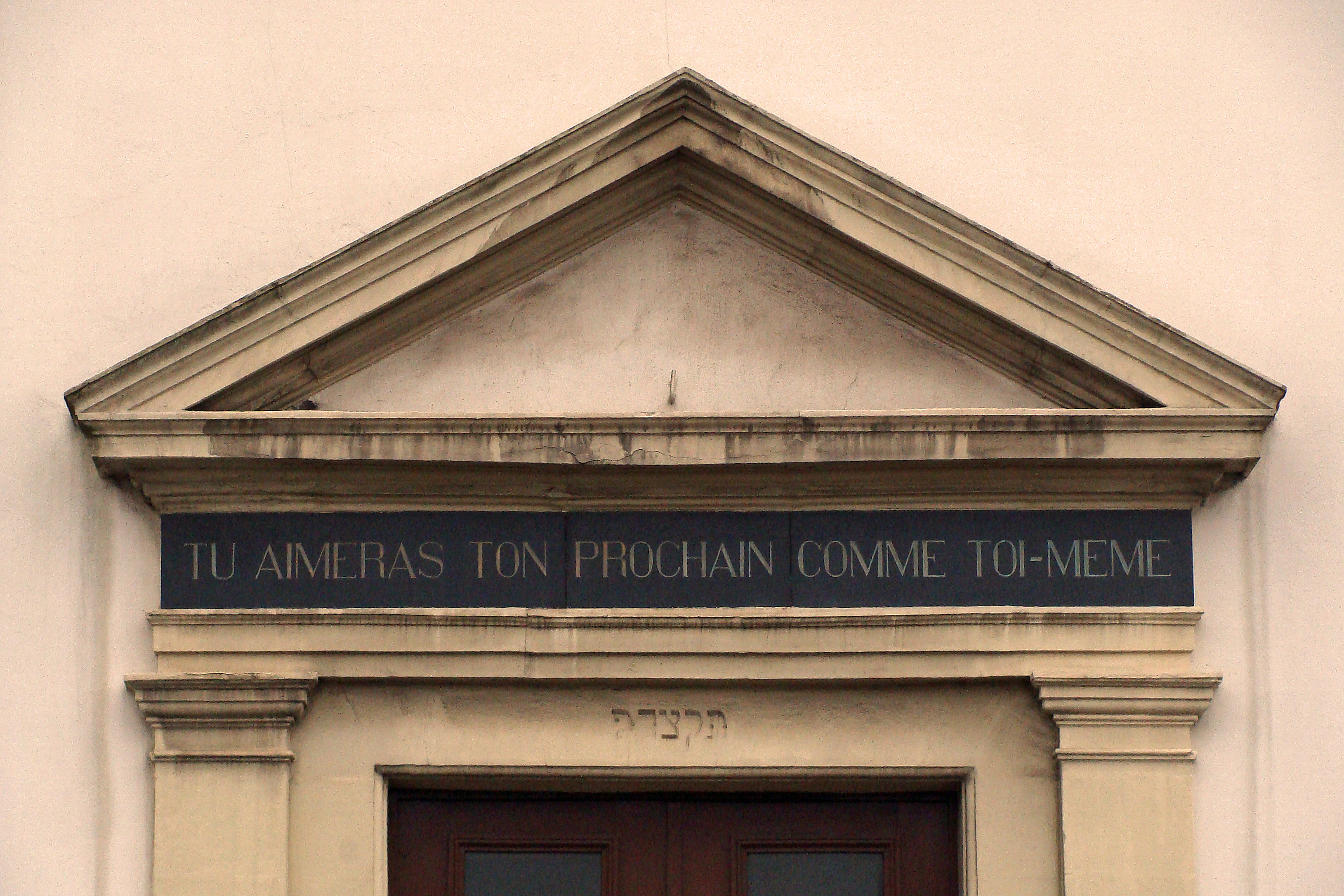
Inschrift über dem Portal
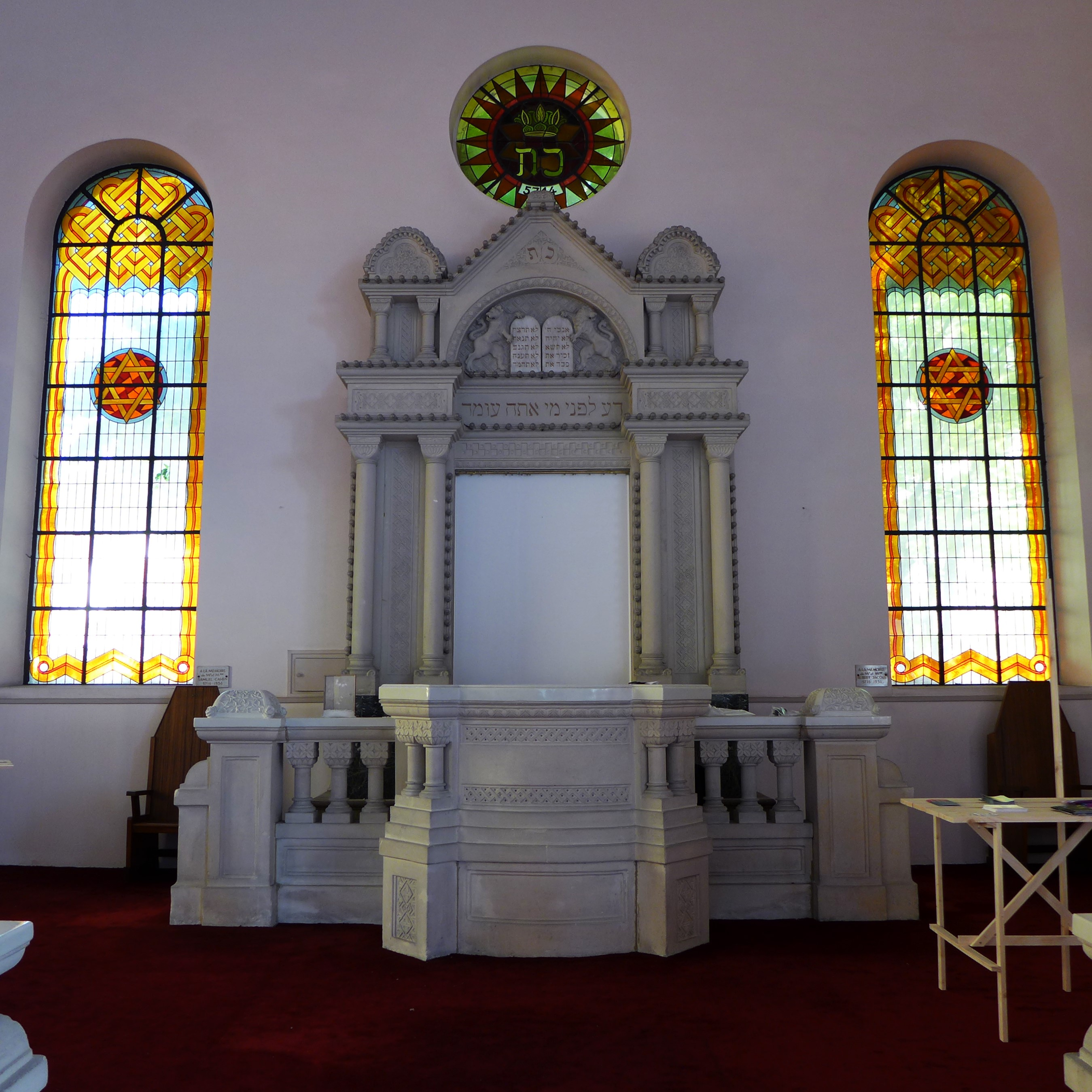
Toraschrein in der Synagoge